# Палларе
Палларе (итал. Pallare) — коммуна в Италии, располагается в регионе Лигурия, в провинции Савона.
Население составляет 977 человек (2008 г.), плотность населения составляет 46 чел./км². Занимает площадь 21 км². Почтовый индекс — 17043. Телефонный код — 019.
Покровителем коммуны почитается святой апостол и евангелист Марк, празднование 25 апреля.

## Демография
Динамика населения:

## Администрация коммуны
- Официальный сайт: